# اتوپروپ
اتوپروپ (به انگلیسی: Ethoprop) با فرمول شیمیایی C8H19O2PS2 یک ترکیب شیمیایی با شناسه پاب‌کم 768 است. که جرم مولی آن ۲۴۲٫۳۳۹ گرم بر مول می‌باشد. 